# Krisna rosea
Krisna rosea är en insektsart som beskrevs av Bierman 1910. Krisna rosea ingår i släktet Krisna och familjen dvärgstritar. Inga underarter finns listade i Catalogue of Life.